# Cinco razas bajo una unión

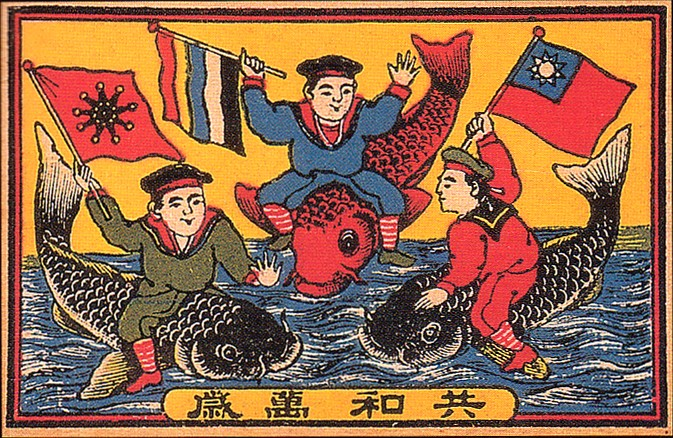
Imagen de las tres banderas de la República de China: el del ejército (izquierda), el de las "cinco razas bajo una unión" (centro) y la bandera de Sun Yat-sen y bandera nacional desde 1928 (derecha).

Cinco razas bajo una unión (chino tradicional: 五族共和; pinyin: wǔzú gōnghé, «cinco razas o cinco grupos étnicos juntos en armonía») fue uno de los grandes principios en el que se fundó originalmente la República de China en 1911. Este principio enfatizaba la armonía de los cinco principales grupos étnicos en China representados por las franjas de colores en la Bandera de la República de Cinco Colores: los han (rojo), los manchúes (amarillo), los mongoles (azul), los hui (blanco) y los tibetanos (negro).
A los hui en este contexto se refería principalmente al grupo de los uigur, ya que el "territorio hui" abarcaba el Turquestán Chino durante la dinastía Qing. El significado del término "etnia hui" gradualmente pasó a su contexto actual, durante el período entre 1911 y 1949 de la República de China.
La bandera de las "cinco razas bajo una unión" dejó de usarse en 1928 cuando el gobierno nacionalista del Kuomintang ubicado en Nankín desmanteló al gobierno de Beiyang ubicado en Pekín, posterior a la Expedición al Norte.
Variaciones de la bandera fueron adoptadas en el Imperio de China y en el estado títere japonés de Manchukuo (ver bandera de Manchukuo). En Manchukuo, se usó un eslogan similar, pero las cinco razas fueron cambiadas a japoneses (rojo), han (azul), mongoles (blanco), coreanos (negro) y manchúes (amarillo).

## Galería

### China

Insignia militar basada en la bandera
Emblema de la fuerza aérea
Bandera nacional de la República de China (1912-1928).
Bandera nacional del Imperio Chino (1916).
Bandera nacional del Imperio Chino (1916).
Bandera nacional del Gobierno provisional de la República de China (1937-1940).
Bandera del Gobierno Reformado de la República de China (1938-1940)

### Manchuria

Bandera del Consejo Administrativo Supremo del Noreste (1932)
Escarapela de la Manchuria Aviation Company (1931-1945).
Bandera nacional de Manchukuo (1932-1945).
Pabellón de guerra de Manchukuo (1932-1945).
Insignia del Ejército Imperial de Manchukuo (1932-1945).
Escarapela de la Fuerza Aérea Imperial de Manchukuo (1937-1945).

### Mongolia Interior

Bandera del Gobierno Militar Mongol (1936-1937)
Bandera del Gobierno Autónomo Unido Mongol (1937-1939)
Bandera de Mengjiang (1939-1945)